# Cryptostylis
Cryptostylis (một số mô tả gọi là Lan Lưỡi - Tongue orchid) là một chi thực vật có hoa trong họ Lan. Lan lưỡi là loài thảo mộc trên cạn có một đến một vài lá có cuống ở gốc của thân hoa, hoặc không có lá. Một đến một vài bông hoa có màu xỉn được sinh ra trên một thân hoa mọc thẳng. Phần dễ thấy nhất của bông hoa là cánh giữa, so với lá đài và cánh hoa đã giảm đi nhiều. Một số loài được thụ phấn bởi ong bắp cày. Có khoảng 25 loài được tìm thấy ở Nam Á, Đông Nam Á và Nam Thái Bình Dương.

## Mô tả
Hoa lan trong chi Cryptostylis là loài sống trên cạn, thân thảo lâu năm với thân rễ dày, phân nhánh dưới đất với các chồi thẳng đứng hình thành tại nút. Cây có rễ dày, nhiều thịt nhưng thiếu củ. Có một đến một vài lá mọc thẳng, mỗi lá có cuống lá riêng biệt và thường có màu tía ở mặt dưới, mặc dù C. hunteriana là hoại sinh và không có lá. Lá mới được tạo ra mỗi năm sau khi ra hoa nhưng mỗi chiếc lá chỉ có tuổi thọ vài năm.
Cụm hoa là một chùm với từ một đến một vài chùm không hồi sinh hoa. Các lá đài và cánh hoa (ngoài lá cánh giữa) hẹp, không dính và tương tự nhau. Phần dễ thấy nhất của bông hoa là cánh giữa được gắn vào gốc của thân và bao quanh nó. Quả có hình nang, thành mỏng, chứa một lượng lớn hạt sáng màu.

## Phân loại và đặt tên
Cryptostylis được nhà thực vật học người Scotland Robert Brown mô tả chính thức lần đầu tiên vào năm 1810, xuất bản trong cuốn sách của ông là Prodromus Florae Novae Hollandiae et Insulae Van Diemen. Brown đã mô tả ba loài trong cùng một ấn phẩm (C. longifolia, C. ovata và C. erecta) nhưng không đề cử loại. (Cryptostylis longifolia là tên không chính thức và loài hiện gọi là C. subulata.)
Cái tên Cryptostylis có nguồn gốc từ các từ Hy Lạp cổ đại kryptos có nghĩa là "ẩn" và stylos có nghĩa là "trụ" hoặc "cột", đề cập đến cột của những loài lan này bị ẩn một phần bởi cánh giữa.
Nghiên cứu phân tử về DNA của lan lưỡi cho thấy chi này nằm trong tông Diurideae trong họ lan, trước đây được coi là một phần của Cranichideae. Chi Cryptostylis và Coilochilus (đặc hữu của New Caledonia) tạo nên phân tông Cryptostylidinae.

## Phân bố và môi trường sống
Chi này bao gồm khoảng 25 loài phong lan trên cạn phân bố từ Ấn Độ, Sri Lanka, Thái Lan, Đài Loan, Philippines, và Malaysia qua Indonesia đến Úc và New Zealand, cũng như Samoa, New Caledonia và Vanuatu. Năm loài được tìm thấy ở Úc, trong đó ba loài là đặc hữu. Lan lưỡi xuất hiện từ các vùng ôn đới đến nhiệt đới và ở các khu vực thoát nước tốt đến đầm lầy. Cryptostylis arachnites có phân bố rộng nhất và phát triển ở rừng nhiệt đới, thường là ở các vùng núi.

## Sinh thái học
Tất cả các loài ở Úc được thụ phấn bởi ong bắp cày ichneumon hay còn gọi là ong bắp cày phong lan (Lissopimpla excelsa). Con ong bắp cày đực nhầm các bộ phận của hoa với con cái và cố gắng giao cấu với nó. Mặc dù các loài khác nhau có thể xuất hiện cùng nhau, nhưng chúng dường như ức chế quá trình thụ tinh chéo và không có giống lai nào tìm thấy trong tự nhiên. Khám phá này được thực hiện bởi nhà tự nhiên học người Úc Edith Coleman vào năm 1928, và thuật ngữ được đặt ra là "pseudocopulation". Kể từ đó, việc bắt chước các bông hoa để giống với các bộ phận của ong bắp cày cái đã được ghi nhận ở các chi phong lan khác nhưng chỉ ở Cryptostylis, loài côn trùng này mới quan sát thấy tinh dịch chứa các tế bào tinh trùng. Coleman cho rằng những con đực bị hoa phong lan thu hút mạnh mẽ hơn là những con ong bắp cày cái cùng loài. Hoa của hoa lan Cryptostylis và các bộ phận cơ thể của ong bắp cày cái có màu sắc rất giống nhau khi quan sát dưới hệ thống thị giác của bộ Cánh màng, mặc dù trông khác với mắt người. Mặc dù màu sắc mà ong bắp cày nhìn thấy vẫn chưa biết là gì, nhưng ong và ong bắp cày có nhận thức tương tự với các bước sóng màu lục, lam và cực tím.
Hoa lan Cryptostylis khác thường ở chỗ một số loài được thụ phấn bởi cùng một loài ong bắp cày; các loài lan bắt chước côn trùng khác thường đặc trưng cho loài. Những bông hoa không có mùi mà con người có thể ngửi thấy, nhưng đã được chứng minh là có mùi thu hút loài ong bắp cày. Hơn nữa, sắc ký khí và điện sinh lý học cho thấy rằng hợp chất hoạt động duy nhất để thu hút các loài thụ phấn được tìm thấy ở các loài Cryptostylis khác nhau.

## Loài
Các loài hiện được chấp nhận kể từ tháng 7 năm 2018:
- Cryptostylis acutata J.J.Sm. - Java, Borneo, Sumatra
- Cryptostylis apiculata J.J.Sm. - New Guinea
- Cryptostylis arachnites (Blume) Hassk. ở C.L.Blume - Quảng Đông, Quảng Tây, Đài Loan, Campuchia, Assam, Indonesia, Lào, Malaysia, Myanmar, New Guinea, Philippines, Sri Lanka, Thái Lan, Lào, Myanmar, Việt Nam, Quần đảo Andaman, Quần đảo Solomon, Fiji, New Caledonia, Samoa, Vanuatu
- Cryptostylis arfakensis J.J.Sm. - New Guinea
- Cryptostylis carinata J.J.Sm. - New Guinea
- Cryptostylis clemensii (Ames & C.Schweinf.) J.J.Sm. - Sabah
- Cryptostylis concava Schltr. - New Guinea
- Cryptostylis conspicua J.J.Sm. - Thái Lan, Malaysia, Java, Sumatra
- Cryptostylis erecta R.Br. - Queensland, New South Wales, Victoria
- Cryptostylis filiformis Blume - Java
- Cryptostylis gracilis Schltr. - New Guinea
- Cryptostylis hamadryas Schltr. - New Guinea
- Cryptostylis hunteriana Nicholls - Queensland, New South Wales, Victoria
- Cryptostylis javanica J.J.Sm. - Java
- Cryptostylis lancilabris Schltr. - New Guinea
- Cryptostylis leptochila F.Muell. ex Benth. - Queensland, New South Wales, Victoria, Tasmania
- Cryptostylis ligulata J.J.Sm. - New Guinea
- Cryptostylis maculata (J.J.Sm.) J.J.Sm. - New Guinea
- Cryptostylis ovata R.Br. - Tây Úc
- Cryptostylis sigmoidea J.J.Sm. - New Guinea
- Cryptostylis sororia Schltr. - New Guinea
- Cryptostylis subulata (Labill.) Rchb.f. - Queensland, New South Wales, Victoria, Tasmania, Nam Úc, Đảo Bắc New Zealand
- Cryptostylis taiwaniana Masam. - Đài Loan, Philippine

## Hình ảnh

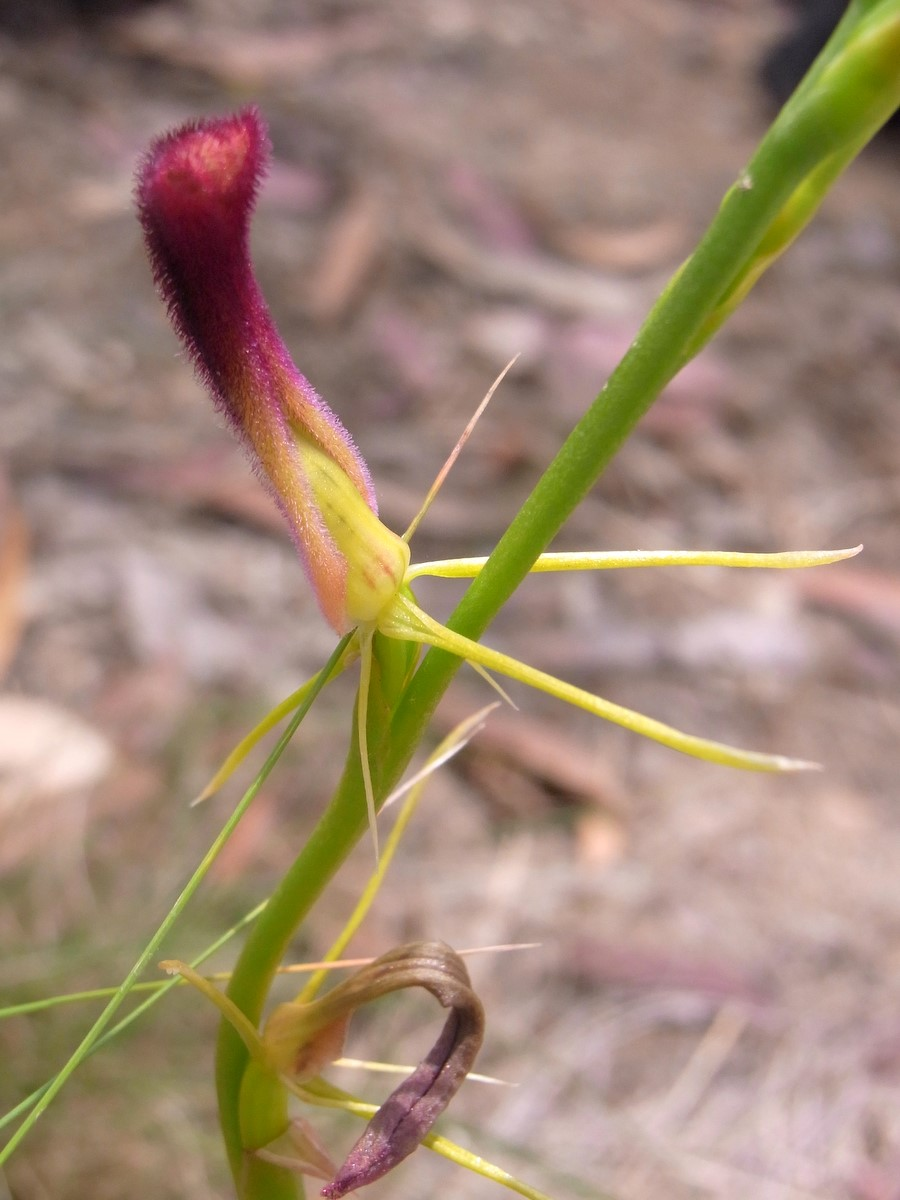
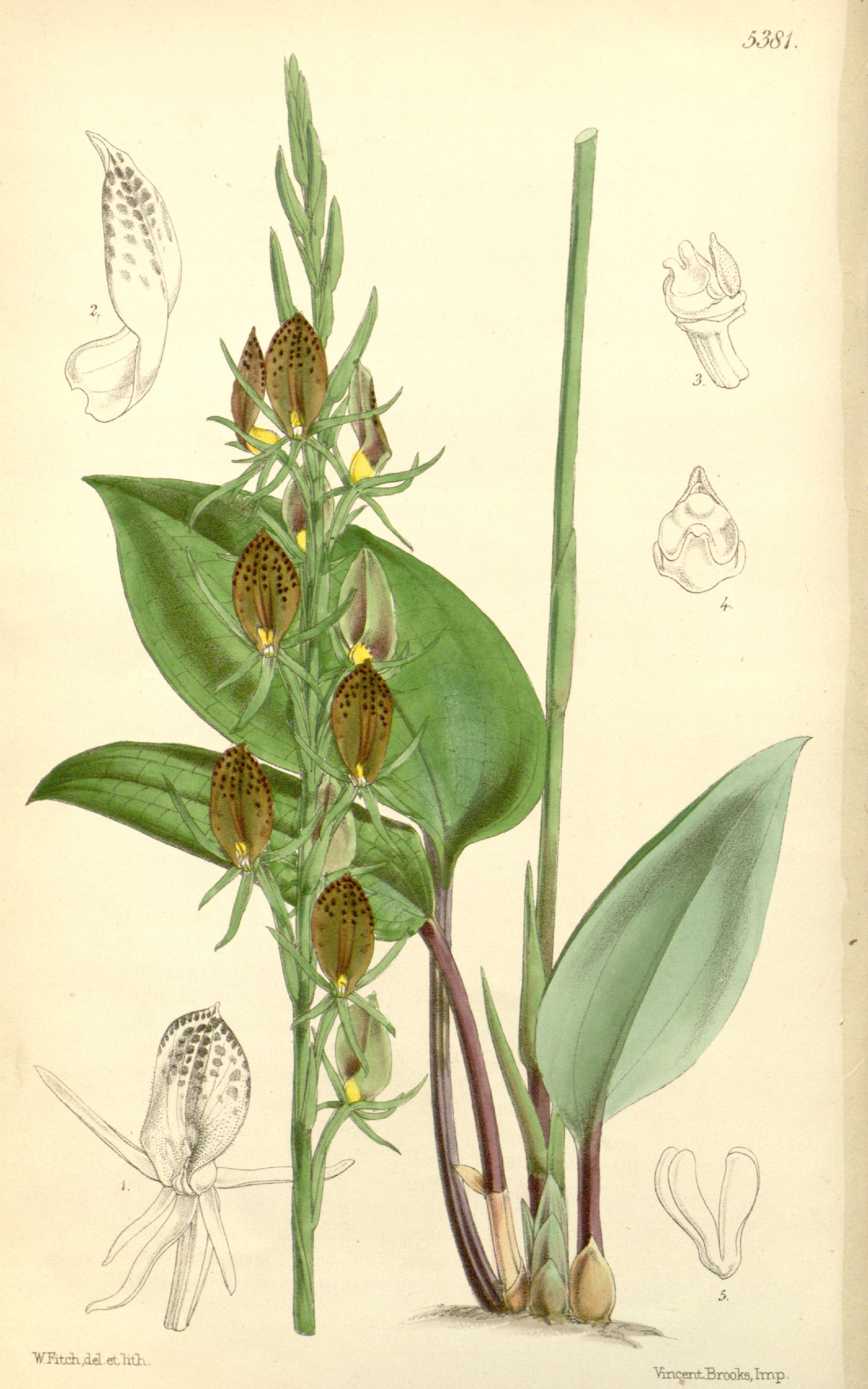